# Louie Patalinghug Galbines

Bischofswappen von Louie Patalinghug Galbines

Louie Patalinghug Galbines (* 18. November 1966 in Aliwanag, Negros Occidental) ist ein philippinischer Geistlicher und römisch-katholischer Bischof von Kabankalan.

## Leben
Louie Patalinghug Galbines besuchte die Our Lady of the Pillar Academy in Bago City. Anschließend studierte er Philosophie und Katholische Theologie an der Päpstlichen und Königlichen Universität des heiligen Thomas von Aquin in Manila. Am 29. April 1994 empfing er das Sakrament der Priesterweihe für das Bistum Bacolod.
Galbines war zunächst kurzzeitig als stellvertretender Dekan und Spiritual am Priesterseminar Sacred Heart in Bacolod City tätig, bevor er 1994 Sekretär und Kanzler der Kurie des Bistums Bacolod wurde. 1997 wurde Galbines für weiterführende Studien nach Rom entsandt, wo er an der Päpstlichen Universität Heiliger Thomas von Aquin ein Lizenziat im Fach Katholische Theologie erwarb und 2001 mit der Arbeit Thomas Merton’s „wordly spirituality“. A new look at the Christian’s attitude toward „the World“ („Thomas Mertons ‚wörtliche Spiritualität‘. Ein neuer Blick auf die Haltung des Christen gegenüber ‚der Welt‘“) zum Doktor der Theologie promoviert wurde. Nach der Rückkehr in seine Heimat wurde er Schatzmeister der Philippinischen Bischofskonferenz. Von 2007 bis 2012 wirkte er als Pfarrvikar der Pfarrei St. Sebastian in Bacolod City und leitete die Diözesankommission für den Klerus im Bistum Bacolod. Anschließend fungierte er als Regens des Priesterseminars Sacred Heart in Bacolod City. Ab 2013 war Galbines Generalvikar des Bistums Bacolod.
Am 12. März 2018 ernannte ihn Papst Franziskus zum Bischof von Kabankalan. Der emeritierte Erzbischof von Manila, Gaudencio Kardinal Rosales, spendete ihm am 28. Mai desselben Jahres in der Kathedrale San Sebastian in Bacolod City die Bischofsweihe; Mitkonsekratoren waren der Erzbischof von Jaro, Jose Romeo Orquejo Lazo, und der Bischof von Bacolod, Patricio Abella Buzon SDB. Die Amtseinführung erfolgte einen Tag später. Galbines wählte den Wahlspruch Confido („Ich vertraue“).
In der Philippinischen Bischofskonferenz gehörte Galbines zudem von 2019 bis 2021 der Ökumenekommission und der Jugendkommission sowie dem Rat für den Priesterpensionsfonds an. Seit 2021 gehört er dem ständigen Rat an und vertritt dort die Region Western Visayas.

## Schriften
- Thomas Merton’s „wordly spirituality“. A new look at the Christian’s attitude toward „the World“. Pontificia Studiorum Universitas a S. Thoma Aq. in Urbe, Rom 2001, OCLC 954636227.